# .ac
.ac е интернет домейн от първо ниво за остров Възнесение.
Администрира се от NIC.AC, дъщерно дружество на интернет компютърно бюро, базирано във Великобритания. Регистрацията за домейна е отворена за граждани и организации от всички страни без ограничение. Съкращението .ac се асоциира с „академичен“ и домейнът често е избиран от образователни институции за техните интернет страници.

## Домейни от второ ниво
Има 5 домейна от второ ниво:
- com.ac: с комерсиална цел
- net.ac: доставчици на интернет
- gov.ac: правителство
- org.ac: нестопански организации
- mil.ac: армия